# Hans Leo Hassler
Pour les articles homonymes, voir Hassler.
Hans Leo Hassler von Roseneck (aussi Haßler ou Hasler en allemand), baptisé le 26 octobre 1564 à Nuremberg et mort à Francfort-sur-le-Main le 8 juin 1612, est un compositeur et organiste allemand de la fin de la Renaissance et du début de la période baroque.

## Biographie
Il est le fils de l'organiste Isaac Hassler (1530-1591). Ses deux frères jouent également de cet instrument. Le futur compositeur est initié à la musique par son père.
Vers 1584, Hassler est envoyé à Venise auprès d'Andrea Gabrieli (l'oncle de Giovanni Gabrieli). Il devient de ce fait le premier compositeur allemand à avoir poursuivi des études musicales en Italie. Grâce à ces études, il obtiendra la place d'organiste de la cathédrale d'Augsbourg chez le comte Fugger (1586), dans le Sud-Ouest de la Bavière. Il fit aussi partie des fifres de la ville (les Stadtpfeifer) et s'occupa de la construction d'instruments mécaniques. Cette période fut pour lui très créative et lui conféra une certaine renommée dans la région. Par contre, étant protestant dans une région très catholique, il eut une influence immédiate assez limitée. Il sera aussi l'organiste de la Frauenkirche de Nuremberg (de 1601 à 1608), ainsi que des chapelles privées de Rodolphe II et de l'Électeur de Saxe à Dresde dès 1608.
Hassler meurt de la tuberculose à Francfort-sur-le-Main le 8 juin 1612. Il laisse une œuvre riche et assez originale, située à la frontière entre la période Renaissance et l'ère baroque. Ses canzonette italiennes sont dédiées au comte Fugger.

## Sa musique
Hassler fut un précurseur de l'art vocal allemand. Son héritage créatif fut très riche pour ses successeurs et ses contemporains. Ce musicien inaugura la "période italienne" de la chanson allemande. Il contribua certainement à l'évolution de son pays vers le chant solo accompagné (la monodie accompagnée), en pratiquant l'écriture homophone, notamment dans ses chansons à danser. D'une manière générale, il donna à son œuvre plus de place au style harmonique qu'à la polyphonie. Malgré tout, il contribua également au développement et au raffinement de ce nouveau style polyphonique en Allemagne et à l'émancipation de l'expression émotive du style vénitien à travers le nouveau style germanique. Son style propre s'exprime d'une manière particulièrement prononcée dans ses chansons à danser. 
Dans ses premières années de composition, il fut probablement le premier allemand à insérer le style polychoral (caractéristique de l'école vénitienne) dans ses œuvres (qui revêtent la forme du motet). Cette technique emploie deux groupes de chanteurs ou plus, répartis dans l'espace et qui chantent en alternance ou se mêlent. Stylistiquement, cela se traduit par une musique établissant dialogues et contrastes entre les différents plans (groupes choraux successifs ou mêlés, à l'intérieur d'une même œuvre). Il utilise aussi le chromatisme, de manière occasionnelle. Parmi ses motets religieux, il nous laisse notamment un merveilleux Dixit Maria, pour choeur à 4 voix. 
À la fin de sa vie, sa musique était devenue beaucoup plus conservatrice et basée sur des polyphonies linéaires. Bref, ce qui caractérise le mieux le talent et l'importance de l'œuvre de Hassler, c'est certainement sa capacité à avoir été attentif et soucieux de l'art et de la beauté des sons. Tous ces éléments, bien que très avant-gardistes, furent précurseurs du développement du style baroque.

## Œuvres
- Canzonette (Nuremberg, 1590)
- Cantiones sacrae (Augsbourg, 1591 et 1597)
- Madrigali (Augsbourg, 1596)
- Neüe teüsche Gesäng nach Art der welschen Madrigalien und Canzonetten (Augsbourg, 1596)
- Missae (Nuremberg, 1599)
- Lustgarten neuer teutscher Gesäng, Balletti, Gaillarden und Intraden (Nuremberg, 1601)
  - Dans ce recueil est publié pour la première fois la mélodie du cantique : O Haupt voll Blut und Wunden.
- Sacri concentus (Augsbourg, 1601/1612)
- Psalmen und christliche Gesäng (Nuremberg, 1607)
- Psalmen simpliciter (Nuremberg, 1608)
- Kirchengesänge, Psalmen und geistliche Lieder (Nuremberg, 1608/1637)
- Venusgarten oder neue lustige liebliche Tänz (Nuremberg, 1615)
- Litaney teütsch (Nuremberg, 1619)

## Extrait
- Trois « Entrées »  (italien : « Intrada  »), à écouter ici , extraites de l'album : Dances of the Renaissance, Harmonia Mundi : HMA195610 , par le Clemencic Consort, dir. René Clemencic